# Elysian
Elysian je mrakodrap v Chicagu stojící v ulici East Walton Street. Má 60 podlaží a výšku 209 metrů. Výstavba probíhala v letech 2006–2010 podle projektu společnosti Lucien Lagrange Architects . Původní plány počítaly s výškou 153 m, později došlo k navýšení na 234,7 m, ale nakonec byl 13. června 2005 schválen městskou radou v dnešní nižší podobě. V budově se nachází byty a luxusní hotel.